# На берегах одной реки
«На берегах одной реки» (вьет. Chung một dòng sông) — первый художественный фильм Северного Вьетнама, вьетнамских режиссёров Хонг Нги и Фам Хьеу Зана. Известны также другие переводы названия этого фильма на русский язык: «На берегах общей реки» и «У общей реки».
Сценарий фильма был создан по мотивам литературного произведения вьетнамского писателя Као Динь Бау «Любовь не знает границ» (вьет. Tình không giới tuyến) 1957 года.

## Сюжет
Действие фильма происходит в середине 1950-х годов в районе вьетнамской реки Бенхай. После поражения Франции в Первой Индокитайской войне, по Женевскому соглашению 1954 года река Бенхай использовалась в качестве разделительной линии, проходящей по 17-й параллели между Северным и Южным Вьетнамом.
Фильм рассказывает о двух влюбленных — парне Ван и девушке Хоай, разделенных искусственно созданной границей. Южновьетнамский начальник полиции Сыонг пытается запугать Хоай, чтобы заставить её выйти за него замуж. Хоай вынуждена сделать сложный выбор: остаться с матерью на Юге или попытаться сбежать к своему жениху на Север.

## В ролях
| Актёр      | Роль                    |
| ---------- | ----------------------- |
| Фи Нга     | Хоай                    |
| Мань Линь  | Ван                     |
| Зань Тан   | Начальник полиции Сыонг |
| Шонг Ким   | Мать Хоай               |
| Хюи Конг   | Начальник милиции Куанг |
| Тху Ан     | Кан                     |
| Чинь Тхинь | Секретарь Лиеу          |

## Награды
- В 1973 году — «Золотой Лотос» на 2-м Вьетнамском кинофестивале в Ханое.

## Дополнительные факты
- В 1959 году фильм был представлен в конкурсной программе Первого Московского международного кинофестиваля[3].
- В КНР фильм был дублирован в 1960 году[4].
- В СССР фильм был в прокате с 1960 года[5].